# Daniel Van Damme

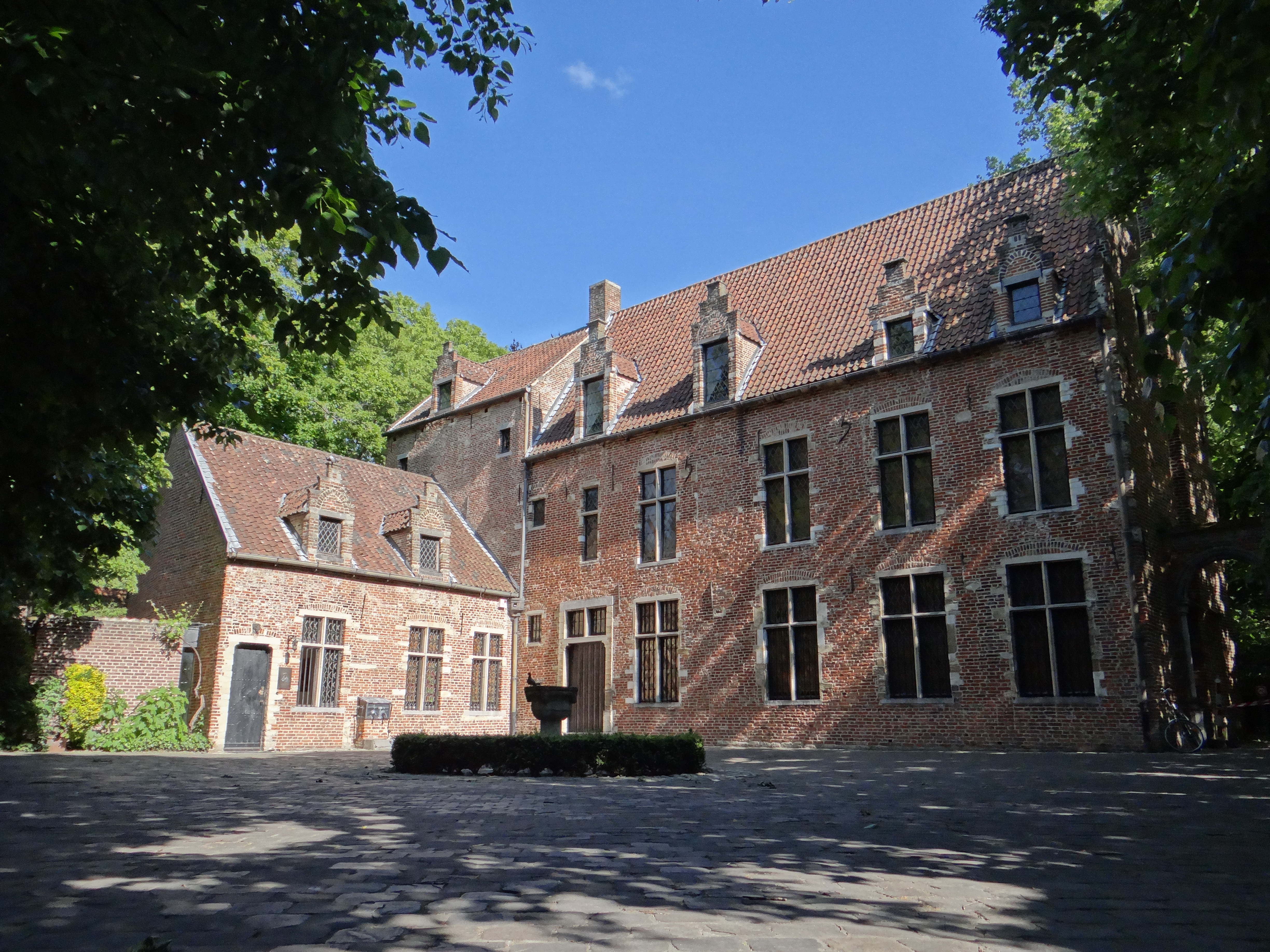
La Maison d'Érasme à Anderlecht, née des efforts de Daniel Van Damme qui en devient le premier conservateur-fondateur.

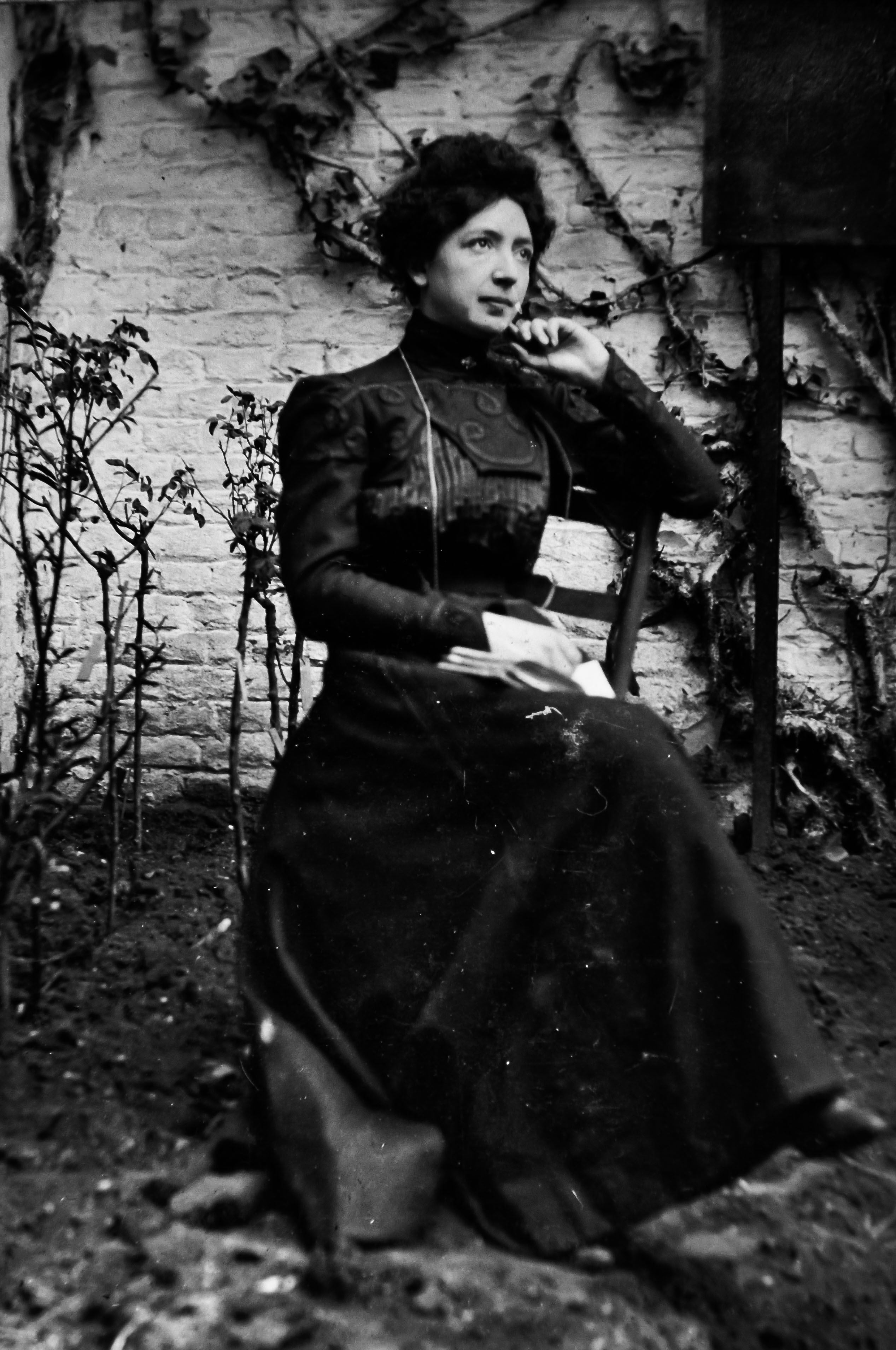
La romancière et peintre Adrienne Bruyère, mère de Daniel Van Damme.

Daniel Van Damme, né le 16 juin 1893 à Bruxelles et mort le 28 octobre 1967 à Anderlecht, est un conservateur de musée et écrivain belge.

## Biographie

### Jeunesse et famille
Daniel Van Damme naît en 1893 dans le cœur du vieux Bruxelles, non loin de l’église Saint-Nicolas où il est baptisé. Il est le fils d’Alphonse Van Damme et d’Adrienne Bruyère, artiste peintre, écrivaine et pianiste, qui épouse en secondes noces l’architecte et peintre William Jelley.
Le 29 avril 1916, il épouse Julia Capron, artiste peintre et sœur aînée de l’écrivaine Berthe Delépinne. Le couple s’établit à Linkebeek.

### Parcours
Daniel Van Damme commence ses études à Kuregem, hameau d’Anderlecht. L'écrivain Prosper-Henri Devos lui conseille de passer un examen pour devenir fonctionnaire à la commune d’Anderlecht, où il entre dès l’âge de dix-sept ans.
En 1929, il devient secrétaire de la Commission d’histoire et de folklore d’Anderlecht. C’est alors qu’il a l’idée de fonder ex nihilo à Anderlecht, dans la maison où vécut Érasme durant six mois et qui avait échappé à la pioche des démolisseurs, un musée consacré au prince des humanistes.
Il en devient le premier conservateur de 1930 à 1954.
Mort en 1967 à Anderlecht, Daniel Van Damme est inhumé, avec son épouse, sa belle-sœur et son beau-frère, au cimetière communal du Vogelenzang.

## Écrits
- Het verleden van Anderlecht, Anderlecht : Drukk. A. Defrenne , 1932.
- Erasmushuys 1515-1932 : catalogus = Maison d'Erasme 1515-1932 : catalogue, Anderlecht : Gemeentelijke Museums van Anderlecht : Musées communaux d'Anderlecht , 1932.
- Le Passé d'Anderlecht, Anderlecht : Imprimerie A. Defrenne , 1932.
- Éphéméride illustrée de la Vie d'Erasme, Anderlecht : Boute, 1936.
- Promenades archéologiques à Anderlecht, Bruxelles : des Presses de Willy Godenne , 1958.
- Promenades archéologiques à Anderlecht ; préface de M. Joseph Bracops, illustrations de Eugène Narcisse, Bruxelles : Willy Godenne , 1958.
- Érasme : sa vie, ses œuvres, Bruxelles : M. Weissenbruch , 1963.
- Vie légendaire d'Eugène Baie, Anderlecht : L. Wyckmans & Co.
- Quand l'esprit a des jambes, Bruxelles - Paris - Amiens : Société générale d'éditions Sodi, 1967.
- Le Glouton des lettres, préface de Michel de Ghelderode ; dessins de Claude Huart, Bruxelles : L. Musin , 1972.
- Une heure à la maison d'Érasme et au vieux béguinage d'Anderlecht, préface de Joseph Bracops, Anderlecht : Administration communale, s. d.

### Manuscrit non publié
- Géographie des rencontres, mémoires autobiographiques, se termine en 1950.

## Postérité
Le 7 septembre 2016, une nouvelle rue d'Anderlecht située dans le quartier Trêfles et qui portera le nom de rue Daniel-Van-Damme, a été inaugurée par le bourgmestre Éric Tomas, en présence de l'ancien conservateur Jean-Pierre Vanden Branden.